# Leonora, Western Australia
Leonora är en ort i Australien. Den ligger i kommunen Leonora och delstaten Western Australia, omkring 630 kilometer nordost om delstatshuvudstaden Perth.
Trakten runt Leonora är nära nog obefolkad, med mindre än två invånare per kvadratkilometer.. Det finns inga andra samhällen i närheten. 
Omgivningarna runt Leonora är i huvudsak ett öppet busklandskap. Genomsnittlig årsnederbörd är 382 millimeter. Den regnigaste månaden är januari, med i genomsnitt 98 mm nederbörd, och den torraste är augusti, med 4 mm nederbörd.